# Kanton Modane
Kanton Modane is een kanton van het Franse departement Savoie. Kanton Modane maakt deel uit van het arrondissement Saint-Jean-de-Maurienne en telt 14.027 inwoners in 2018.

## Gemeenten
Het kanton Modane omvatte tot 2014 de volgende 7 gemeenten:
- Aussois
- Avrieux
- Fourneaux
- Freney
- Modane (hoofdplaats)
- Saint-André
- Villarodin-Bourget

Bij de herindeling van de kantons door het decreet van 27 februari 2014, met uitwerking op 22 maart 2015, werden alle gemeenten van de opgeheven kantons Saint-Michel-de-Maurienne en Lanslebourg-Mont-Cenis eraan toegevoegd.

Op 1 januari 2017 werden de gemeenten Bramans, Sollières-Sardières, Termignon, Lanslebourg-Mont-Cenis en Lanslevillard samengevoegd tot de fusiegemeente (commune nouvelle) Val-Cenis.

Sindsdien omvat het kanton volgende 16 gemeenten 
- Aussois
- Avrieux
- Bessans
- Bonneval-sur-Arc
- Fourneaux
- Freney
- Modane
- Orelle
- Saint-André
- Saint-Martin-d'Arc
- Saint-Martin-de-la-Porte
- Saint-Michel-de-Maurienne
- Valloire
- Val-Cenis
- Valmeinier
- Villarodin-Bourget